# Goran
Goran je mužské křestní jméno slovanského původu, četné zejména v zemích bývalé Jugoslávie, obzvláště pak v Srbsku. Je odvozeno od slova gora (hora), znamená tedy člověk pocházející z hor. Podle chorvatského kalendáře slaví svátek buďto 24. února, nebo 21. dubna.
Ženská podoba tohoto jména je Gorana, popřípadě Goranka nebo Gorica.

## Počet nositelů
V roce 2014 žilo na světě přibližně 147 009 nositelů jména Goran, z nichž 85 % žije na území bývalé Jugoslávie. V Srbsku jde o čtvrté nejčastější mužské jméno.
| Stát                | Četnost | Pořadí |
| ------------------- | ------- | ------ |
| Srbsko              | 76 772  | 6.     |
| Chorvatsko          | 23 488  | 34.    |
| Bosna a Hercegovina | 11 046  | 54.    |
| Severní Makedonie   | 5 782   | 59.    |
| Slovinsko           | 4 335   | 154.   |
| Černá Hora          | 2 408   | 53.    |
| Kosovo              | 1 293   | 356.   |

## Vývoj popularity
Nejvíce populární bylo jméno Goran v Chorvatsku mezi první polovinou 50. let a první polovinou 90. let 20. století. V osmdesátých letech začala popularita jména prudce klesat. Nejvíce populární bylo jméno v roce 1981, ve kterém se narodilo 3,88 % nositelů žijících k roku 2013. V současnosti je již jméno mezi novorozenci vzácné, k roku 2013 činila popularita jména pouze 0,06 %.

## Známé osobnosti
- Goran Adamović – srbský fotbalista
- Goran Bregović – bosenský skladatel
- Goran Dragić – slovinský basketbalista
- Goran Hadžić – bývalý prezident republiky Srbská krajina
- Goran Ivanišević – chorvatský tenista
- Goran Jurić – chorvatský fotbalista
- Goran Maksimović – srbský sportovní střelec
- Goran Obradović – srbský fotbalista
- Goran Pandev – severomakedonský fotbalista
- Goran Paskaljević – srbský filmový režisér
- Goran Sankovič – slovinský fotbalista
- Goran Savanovič – srbský basketbalista
- Goran Šukalo – slovinský fotbalista
- Goran Višnjić – chorvatský herec
- Goran Vojnović – slovinský spisovatel a režisér
- Goran Vuković – srbský mafián
- Goran Žuvela – chorvatský judista